# بیداری‌های بزرگ

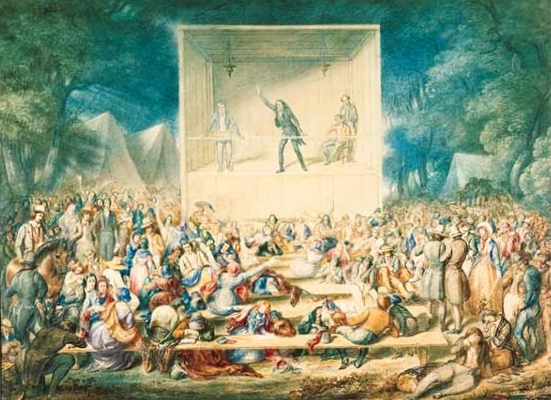
این تصویر مربوط به "بیداری‌های بزرگ" در آمریکا است که به عنوان یکی از دوره‌های نوآوری مسیحی در تاریخ مذهبی آمریکا شناخته می‌شود. مورخین و تئولوژیست‌ها معمولاً از این واژه برای اشاره به ادوار متعدد از تجدید حیات مذهبی و معنوی استفاده می‌کنند.

لفظ بیداری‌های بزرگ ممکن است به ادوار متعددی از نوزایی مسیحی در  تاریخ مذهبی آمریکا اشاره کند. مورخین و متألهین سه یا چهار موج شور مذهبی افزایش یافته را بین اوایل قرن هیجدهم و اواخر قرن نوزدهم شناسایی می‌کنند. مشخصهٔ هر یک از این «بیداری‌های بزرگ» نوزایی‌های گسترده به رهبری کاهنان مسیحیت انجیلی پروتستانتیسم، افزایش شدید علاقه به مذهب، یک حس عمیق گناه و رستگاری از سوی افراد تحت تأثیر، افزایش عضویت در کلیسای انجیلی، و تشکیل جنبش‌های دینی و مذاهب جدید است.